# Подольск (станция, Украина)
Подольск — железнодорожная станция Одесской железной дороги. Расположена в городе Подольск Одесской области. Ранее имела названия Бирзула и Котовск.

## История
17 мая 1863 года началось строительство железной дороги Одесса — Балта в районе Бирзулы. 18 декабря 1865 года вступила в эксплуатацию дорога Одесса — Балта через ст. Бирзула. В августе 1868 года на вновь построенную ст. Бирзула прибыло 2 паровоза. В октябре месяце началась их эксплуатация, так начало свою работу одно из первых на Украине депо Котовск.
1882 год — открыто двухклассное железнодорожное училище, где обучалось 180 детей. 1884 год — утверждена штатная должность железнодорожного врача.
В начало мая 1892 года началось строительство церкви на ст. Бирзула Юго-Западных железных дорог в честь Успения Пресвятой Богородицы и в память чудесного спасения 17 октября 1888 года государя императора и его августейшего семейства; окончание строительства церкви в честь Успения Пресвятой Богородицы на станции Бирзула — июль 1893 года.
18 декабря 1904 год — посещение ст. Бирзулы императором Николаем II.
Январь 1905 года  — митинг рабочих паровозного депо и железнодорожных мастерских с протестом против расправы с демонстрантами в Петербурге. 16 апреля 1905 года — на станции обнаружены революционные прокламации.
17 января 1918 года в Бирзуле была провозглашена советская власть рабочих и крестьян, поселение входит в состав образованной Одесской Советской Республики. (Напомним, что Киевская Центральная Рада 20 ноября 1917 провозгласила создание Украинской Народной Республики в составе федеративного Российского государства, при этом предъявив территориальные претензии на Херсонскую, Екатеринославскую, Харьковскую, Таврическую (без Крыма), Холмскую и частично Курскую и Воронежскую губернии. Правда, во многом это осталось на уровне декларации: реальная власть Рады, по признанию самих её руководителей, не простиралась за пределы киевских околиц, а земли Новороссии контролировались властью местных Советов. 21 декабря
1917 на совещании президиума РУМЧЕРОД, которому принадлежала реальная власть в городе в то смутное время, Одесса была объявлена вольным городом. 18 января 1918 провозглашена Одесская Советская Республика на территории Херсонской и Бессарабской губерний, но реальная власть этой республики распространялась на Одесский, Ананьевский и Тираспольский уезды Херсонской губернии и Аккерманский уезд Бессарабии);
5-7 марта 1918 года — захват Бирзулы румынскими и австро-германскими войсками. Захватчики в боях с частями 3-й революционной армии потеряли более 500 солдат и офицеров убитыми (Кстати, обороной Бирзулы командовал тот же легендарный матрос Железняк, «ликвидатор» Учредительного собрания. Малочисленные и слабо организованные части Одесской армии не могли противостоять регулярной армии противника и начали отступать. Австрийские войска, захватив Бирзулу, ударили по станции Раздельная, находящейся в часе езды от Одессы. Стало ясно, что город большевикам не удержать. Одесский совет предложил сдать город без боя (296 голосов за
эвакуацию, 77 — против), ссылаясь на пассивность масс. РУМЧЕРОД также признал оборону Одессы бесполезной. Муравьев был вынужден отдать приказ об отступлении. 12 марта Городская дума взяла на себя власть в Одессе и договорилась с австрийским командованием о беспрепятственной эвакуации Красных армий. На следующий день части австрийских войск под руководством генерала Коша без боя заняли покинутый большевиками город. Советские власти эвакуировалась в Севастополь на кораблях «Синоп», «Ростислав», «Алмаз» вместе с архивами, ценностями и военным имуществом. 13 марта Одесская Советская Республика прекратила своё существование в связи с оккупацией Одессы австро-германскими войсками);
20 июня 1918 года — для срыва перевозок оккупантов, в депо сброшен в яму поворотного круга паровоз «Щ», заперев в депо десятки других паровозов;
24 ноября 1918 года — освобождение Бирзулы от австро-германских войск;
5 декабря 1918 года — захват Бирзулы петлюровцами;
6 февраля 1919 года  — на станции Бирзула проходили переговоры Совета Народных Министров УНР, в лице министра агитации и пропаганды Остапенко С. С. с начальником штаба французской группы войск на Украине полковником Фрейденбергом. Украинцы от представителей Антанты требовали признание их самостоятельности и допущение их на международную конференцию в Париже, содействие в проведении на Украине социальных реформ. Переговоры оказались безрезультатными.
8 апреля 1919 года — Бирзула была освобождена частями 2-й Украинской советской дивизии;
2 сентября 1919 года — захват Бирзулы частями генерала Деникина;
январь 1920 года — освобождение Бирзулы;
1 апреля 1920 года — прибыл первый пассажирский поезд, следовавший из Одессы в Киев;
5 августа 1941 года  — оккупация Котовска войсками нацистской Германии и её союзниками;
31 марта  1944 года — освобождение Котовска войсками 2 Украинского фронта в ходе Уманско-Ботошанской операции;
1979 год — реконструкция привокзальной площади, через год открытие обновлённого памятника Г. И. Котовскому;
1989 год — электрификация участка Котовск — Вапнярка;
1992 год — электрификация участка Котовск — Раздельная;
2 ноября 2011 года — открытие первого на Украине памятника железнодорожнику, скульптор Алексей Копьев.

## Пассажирское сообщение
Через станцию Подольск курсируют поезда в направлении таких населенных пунктов, как: Черкассы, Львов, Хмельницкий, Одесса, Киев, Москва, Кишинёв, Винница, Житомир, Могилёв, Орша, Витебск, Гомель, Чернигов, Кропивницкий, Кременчуг, Полтава, Харьков, Минск, Барановичи, Черновцы, Ковель, Санкт-Петербург, Ужгород.
| № поезда           | Маршрут движения     | № поезда           | Маршрут движения     |
| ------------------ | -------------------- | ------------------ | -------------------- |
| 23 «Одесса»        | Москва — Одесса      | 24 «Одесса»        | Одесса — Москва      |
| 25 «Карпаты»       | Львов — Одесса       | 26 «Карпаты»       | Одесса — Львов       |
| 65                 | Москва — Кишинёв     | 66                 | Кишинёв — Москва     |
| 83 «Голубые Озёра» | Ковель — Одесса      | 84 «Голубые Озёра» | Одесса — Ковель      |
| 93                 | Минск — Одесса       | 94                 | Одесса — Минск       |
| 105 «Черноморец»   | Киев — Одесса        | 106 «Черноморец»   | Одесса — Киев        |
| 107 «Хаджибей»     | Ужгород — Одесса     | 108 «Хаджибей»     | Одесса — Ужгород     |
| 131                | Хмельницкий — Херсон | 132                | Херсон — Хмельницкий |
| 135                | Черновцы — Одесса    | 136                | Одесса — Черновцы    |
| 137                | Черкассы — Одесса    | 138                | Одесса — Черкассы    |
| 223*               | Киев — Одесса        | 224*               | Одесса — Киев        |
| 227*               | Львов — Одесса       | 228*               | Одесса — Львов       |
| 287*               | Киев — Измаил        | 288*               | Измаил — Киев        |
| 471*               | Харьков — Одесса     | 472*               | Одесса — Харьков     |
| 609                | Умань — Одесса       | 610                | Одесса — Умань       |

Звёздочкой отмечены поезда, курсирующие только в летний период.